# Valdeaveruelo (kommunhuvudort)
Valdeaveruelo är en kommunhuvudort i Spanien.   Den ligger i provinsen Provincia de Guadalajara och regionen Kastilien-La Mancha, i den centrala delen av landet, 40 km nordost om huvudstaden Madrid. Valdeaveruelo ligger 744 meter över havet och antalet invånare är 570.
Terrängen runt Valdeaveruelo är lite kuperad, och sluttar söderut. Runt Valdeaveruelo är det tätbefolkat, med 331 invånare per kvadratkilometer. Närmaste större samhälle är Alcalá de Henares, 17,4 km söder om Valdeaveruelo. Trakten runt Valdeaveruelo består till största delen av jordbruksmark.